# Sportverein Darmstadt 1898 1977-1978
Questa voce raccoglie le informazioni riguardanti lo Sportverein Darmstadt 1898 nelle competizioni ufficiali della stagione 1977-1978.

## Stagione
Nella stagione 1977-1978 il Darmstadt, allenato da Lothar Buchmann, concluse il campionato di 2. Bundesliga al 1º posto. In Coppa di Germania il Darmstadt fu eliminato al secondo turno dall'Osnabrück.

## Rosa
| N. |                     | Ruolo | Calciatore         |
| -- | ------------------- | ----- | ------------------ |
|    | Germania (bandiera) | P     | Dieter Rudolf      |
|    | Germania (bandiera) | P     | Karl-Heinz Seyffer |
|    | Germania (bandiera) | D     | Otto Frey          |
|    | Germania (bandiera) | D     | Gerhard Kleppinger |
|    | Germania (bandiera) | D     | Dietmar Schabacker |
|    | Germania (bandiera) | D     | Stefan Sprey       |
|    | Germania (bandiera) | D     | Willi Wagner       |
|    | Germania (bandiera) | D     | Edwin Westenberger |
|    | Germania (bandiera) | C     | Walter Bechtold    |
|    | Germania (bandiera) | C     | Herbert Dörenberg  |

| N. |                     | Ruolo | Calciatore       |
| -- | ------------------- | ----- | ---------------- |
|    | Germania (bandiera) | C     | Manfred Drexler  |
|    | Germania (bandiera) | C     | Uwe Hahn         |
|    | Germania (bandiera) | C     | Jürgen Krumbein  |
|    | Germania (bandiera) | C     | Bernhard Metz    |
|    | Germania (bandiera) | C     | Herbert Pampuch  |
|    | Germania (bandiera) | C     | Willibald Weiss  |
|    | Germania (bandiera) | A     | Peter Cestonaro  |
|    | Germania (bandiera) | A     | Rainer Korlatzki |
|    | Germania (bandiera) | A     | Hans Lindemann   |
|    | Germania (bandiera) | A     | Joachim Weber    |

## Organigramma societario
Area tecnica
- Allenatore: Lothar Buchmann
- Allenatore in seconda:
- Preparatore dei portieri:
- Preparatori atletici:

## Calciomercato

### Sessione estiva
| Acquisti | Acquisti | Acquisti | Acquisti |
| R.       | Nome     | da       | Modalità |
| -------- | -------- | -------- | -------- |

| Cessioni | Cessioni          | Cessioni         | Cessioni |
| R.       | Nome              | a                | Modalità |
| -------- | ----------------- | ---------------- | -------- |
| A        | Rudolf Koch       | Kickers Würzburg |          |
| A        | Siegfried Köstler | Monaco 1860      |          |

### Sessione invernale
| Acquisti | Acquisti | Acquisti | Acquisti |
| R.       | Nome     | da       | Modalità |
| -------- | -------- | -------- | -------- |

| Cessioni | Cessioni | Cessioni | Cessioni |
| R.       | Nome     | a        | Modalità |
| -------- | -------- | -------- | -------- |

## Risultati

### 2. Bundesliga

#### Girone di andata
| Arbitro: | Kuhn |

|                                        |           |            |
| Bechtold 47’ Drexler 62’ Cestonaro 82’ | Marcatori | 82’ von Au |

| Arbitro: | Ulm |

|                                |           |  |
| Größler 59’, 69’ Ockenfels 71’ | Marcatori |  |

| Arbitro: | Kettenbach |

|                                               |           |            |
| Drexler 35’ Cestonaro 68’ Bechtold 86’ (rig.) | Marcatori | 42’ Jordan |

| Arbitro: | Messmer |

|                |           |  |
| Unger 46’, 73’ | Marcatori |  |

| Arbitro: | Drescher |

|                                                                                   |           |             |
| Hahn 14’ Metz 34’ Bruder 54’ (aut.) Cestonaro 58’ Bechtold 60’ (rig.) Drexler 63’ | Marcatori | 28’ Mießmer |

| Arbitro: | Ferro |

|  |           |                           |
|  | Marcatori | 49’ Korlatzki 85’ Drexler |

| Arbitro: | Scheffner |

|  |           |              |
|  | Marcatori | 58’ Bechtold |

| Arbitro: | Biwersi |

|                                                |           |                         |
| Drexler 25’ Michallik 47’ (aut.) Dörenberg 84’ | Marcatori | 39’ Beichle 58’ Aumeier |

| Arbitro: | Schmoock |

|                 |           |               |
| Lenz 29’ (rig.) | Marcatori | 90’ Korlatzki |

| Arbitro: | Dahler |

|                                                              |           |              |
| Bechtold 47’, 53’ (rig.) Drexler 72’, 86’ Cestonaro 77’, 79’ | Marcatori | 60’ Reinbold |

| Arbitro: | Aldinger |

|               |           |                                |
| Klag 42’, 70’ | Marcatori | 7’ Cestonaro 35’ (aut.) Radtke |

| Arbitro: | Walz |

|  |           |                                        |
|  | Marcatori | 18’ Schneider 72’, 81’ Vogel 89’ Böhni |

| Arbitro: | Joos |

|                                                                                 |           |                                              |
| Eder 16’ Weyerich 22’ (rig.), 74’ (rig.), 80’ (rig.) Lieberwirth 38’ Täuber 41’ | Marcatori | 39’, 71’ Drexler 45’ Lindemann 59’ Cestonaro |

| Arbitro: | Frickel |

|                                       |           |                           |
| Schabacker 4’ Cestonaro 60’ Weber 71’ | Marcatori | 23’ Krauth 69’ Bredenfeld |

| Würzburg 13 novembre 1977 15ª giornata | FV Würzburg 04 | 0 – 0 referto | Darmstadt | Stadion am Dallenberg (3 500 spett.)\| Arbitro: \| Binninger \| |
| Arbitro:                               | Binninger      |               |           |                                                                 |

| Arbitro: | Luca |

|                                                     |           |                         |
| Schabacker 29’ Cestonaro 42’ Lindemann 63’ Metz 76’ | Marcatori | 44’ (aut.) Westenberger |

| Arbitro: | Nützel |

|                                         |           |  |
| Hofmann 23’, 88’ Killmaier 62’ Zele 86’ | Marcatori |  |

| Arbitro: | Wilhelmi |

|                             |           |  |
| Lindemann 23’ Cestonaro 48’ | Marcatori |  |

| Arbitro: | Ferro |

|          |           |                                     |
| Toth 36’ | Marcatori | 19’, 34’, 55’ Drexler 37’ Cestonaro |

#### Girone di ritorno
| Arbitro: | Walther |

|                |           |                           |
| Hermandung 28’ | Marcatori | 41’ Cestonaro 77’ Drexler |

| Arbitro: | Schumann |

|               |           |  |
| Cestonaro 78’ | Marcatori |  |

| Arbitro: | Frickel |

|                  |           |                       |
| Weiss 80’ (aut.) | Marcatori | 11’ Hahn 73’ Bechtold |

| Arbitro: | Scheffner |

|                    |           |  |
| Weiss 21’ Hahn 71’ | Marcatori |  |

| Arbitro: | Clajus |

|  |           |                                     |
|  | Marcatori | 26’ Cestonaro 62’ Weiss 83’ Drexler |

| Arbitro: | Correll |

|                                                                     |           |  |
| Wagner 28’ Westenberger 40’ Cestonaro 64’, 85’ Metz 71’ Drexler 81’ | Marcatori |  |

| Arbitro: | Therre |

|                                     |           |           |
| Cestonaro 37’, 61’, 70’ Drexler 48’ | Marcatori | 42’ Michl |

| Arbitro: | Walz |

|  |           |                                 |
|  | Marcatori | 3’ Weber 60’ Metz 89’ Cestonaro |

| Arbitro: | Quindeau |

|                               |           |         |
| Drexler 24’, 33’ Bechtold 50’ | Marcatori | 7’ Lenz |

| Arbitro: | Nickel |

|  |           |             |
|  | Marcatori | 56’ Drexler |

| Arbitro: | Aldinger |

|                                                  |           |  |
| Weber 47’, 55’ Cestonaro 60’ Bechtold 71’ (rig.) | Marcatori |  |

| Mannheim 1º aprile 1978 31ª giornata | Chio Waldhof Mannheim | 0 – 0 referto | Darmstadt | Stadion am Alsenweg (13 000 spett.)\| Arbitro: \| Klauser \| |
| Arbitro:                             | Klauser               |               |           |                                                              |

| Arbitro: | Engel |

|                         |           |  |
| Cestonaro 54’ Weber 74’ | Marcatori |  |

| Arbitro: | Walther |

|                              |           |  |
| Günther 18’ Flindt-Bjerg 49’ | Marcatori |  |

| Arbitro: | Messmer |

|                           |           |  |
| Bechtold 7’ Lindemann 86’ | Marcatori |  |

| Arbitro: | Luca |

|              |           |               |
| Schonert 56’ | Marcatori | 61’ Cestonaro |

| Arbitro: | Kuhn |

|                           |           |           |
| Cestonaro 30’ Drexler 57’ | Marcatori | 21’ Klein |

| Arbitro: | Kalenborn |

|             |           |                                                                                      |
| Schmidt 40’ | Marcatori | 38’ Drexler 53’ Weiss 65’ Lindemann 77’ Korlatzki 80’ (rig.) Bechtold 87’ Kleppinger |

| Arbitro: | Dellwing |

|                         |           |                           |
| Cestonaro 54’ Weber 84’ | Marcatori | 11’ Allgöwer 68’ Dollmann |

### Coppa di Germania
| Arbitro: | Joos |

|             |           |                                |
| Langner 62’ | Marcatori | 22’, 25’ Lindemann 32’ Drexler |

| Arbitro: | Wippker |

|                                 |           |          |
| Mühlenberg 73’ (rig.) Greif 80’ | Marcatori | 71’ Metz |

## Statistiche

### Statistiche di squadra
| Competizione      | Punti | In casa | In casa | In casa | In casa | In casa | In casa | In trasferta | In trasferta | In trasferta | In trasferta | In trasferta | In trasferta | Totale | Totale | Totale | Totale | Totale | Totale | DR  |
| Competizione      | Punti | G       | V       | N       | P       | Gf      | Gs      | G            | V            | N            | P            | Gf           | Gs           | G      | V      | N      | P      | Gf     | Gs     | DR  |
| ----------------- | ----- | ------- | ------- | ------- | ------- | ------- | ------- | ------------ | ------------ | ------------ | ------------ | ------------ | ------------ | ------ | ------ | ------ | ------ | ------ | ------ | --- |
| 2. Bundesliga     | 58    | 19      | 17      | 1       | 1       | 58      | 18      | 19           | 9            | 5            | 5            | 32           | 25           | 38     | 26     | 6      | 6      | 90     | 43     | +47 |
| Coppa di Germania | -     | 0       | 0       | 0       | 0       | 0       | 0       | 2            | 1            | 0            | 1            | 4            | 3            | 2      | 1      | 0      | 1      | 4      | 3      | +1  |
| Totale            | 58    | 19      | 17      | 1       | 1       | 58      | 18      | 21           | 10           | 5            | 6            | 36           | 28           | 40     | 27     | 6      | 7      | 94     | 46     | +48 |

### Andamento in campionato
| Giornata  | 1 | 2  | 3  | 4  | 5 | 6 | 7 | 8 | 9 | 10 | 11 | 12 | 13 | 14 | 15 | 16 | 17 | 18 | 19 | 20 | 21 | 22 | 23 | 24 | 25 | 26 | 27 | 28 | 29 | 30 | 31 | 32 | 33 | 34 | 35 | 36 | 37 | 38 |
| --------- | - | -- | -- | -- | - | - | - | - | - | -- | -- | -- | -- | -- | -- | -- | -- | -- | -- | -- | -- | -- | -- | -- | -- | -- | -- | -- | -- | -- | -- | -- | -- | -- | -- | -- | -- | -- |
| Luogo     | C | T  | C  | T  | C | T | T | C | T | C  | T  | C  | T  | C  | T  | C  | T  | C  | T  | T  | C  | T  | C  | T  | C  | C  | T  | C  | T  | C  | T  | C  | T  | C  | T  | C  | T  | C  |
| Risultato | V | P  | V  | P  | V | V | V | V | N | V  | N  | P  | P  | V  | N  | V  | P  | V  | V  | V  | V  | V  | V  | V  | V  | V  | V  | V  | V  | V  | N  | V  | P  | V  | N  | V  | V  | N  |
| Posizione | 5 | 11 | 10 | 11 | 9 | 4 | 5 | 4 | 5 | 4  | 3  | 5  | 6  | 5  | 6  | 5  | 6  | 6  | 6  | 5  | 4  | 3  | 3  | 3  | 2  | 1  | 1  | 1  | 1  | 1  | 1  | 1  | 1  | 1  | 1  | 1  | 1  | 1  |

Legenda:

Luogo: C = Casa; T = Trasferta. Risultato: V = Vittoria; N = Pareggio; P = Sconfitta.

### Statistiche dei giocatori
| Giocatore       | 2. Bundesliga | 2. Bundesliga | 2. Bundesliga | 2. Bundesliga | Coppa di Germania | Coppa di Germania | Coppa di Germania | Coppa di Germania | Totale   | Totale | Totale      | Totale     |
| Giocatore       | Presenze      | Reti          | Ammonizioni   | Espulsioni    | Presenze          | Reti              | Ammonizioni       | Espulsioni        | Presenze | Reti   | Ammonizioni | Espulsioni |
| --------------- | ------------- | ------------- | ------------- | ------------- | ----------------- | ----------------- | ----------------- | ----------------- | -------- | ------ | ----------- | ---------- |
| W. Bechtold     | 37            | 11            | 7             | 0             | 2                 | 0                 | 1                 | 0                 | 39       | 11     | 8           | 0          |
| P. Cestonaro    | 36            | 25            | 1             | 0             | 2                 | 0                 | 0                 | 0                 | 38       | 25     | 1           | 0          |
| M. Drexler      | 38            | 21            | 12            | 0             | 2                 | 1                 | 0                 | 0                 | 40       | 22     | 12          | 0          |
| H. Dörenberg    | 12            | 1             | 0             | 0             | 0                 | 0                 | 0                 | 0                 | 12       | 1      | 0           | 0          |
| O. Frey         | 28            | 0             | 2             | 0             | 2                 | 0                 | 0                 | 0                 | 30       | 0      | 2           | 0          |
| U. Hahn         | 35            | 3             | 2             | 0             | 2                 | 0                 | 0                 | 0                 | 37       | 3      | 2           | 0          |
| G. Kleppinger   | 21            | 1             | 1             | 0             | 0                 | 0                 | 0                 | 0                 | 21       | 1      | 1           | 0          |
| R. Korlatzki    | 10            | 3             | 1             | 0             | 0                 | 0                 | 0                 | 0                 | 10       | 3      | 1           | 0          |
| J. Krumbein     | 2             | 0             | 0             | 0             | 0                 | 0                 | 0                 | 0                 | 2        | 0      | 0           | 0          |
| H. Lindemann    | 27            | 5             | 2             | 0             | 2                 | 2                 | 0                 | 0                 | 29       | 7      | 2           | 0          |
| B. Metz         | 28            | 4             | 1             | 0             | 2                 | 1                 | 0                 | 0                 | 30       | 5      | 1           | 0          |
| H. Pampuch      | 5             | 0             | 1             | 0             | 0                 | 0                 | 0                 | 0                 | 5        | 0      | 1           | 0          |
| D. Rudolf       | 38            | 0             | 0             | 0             | 2                 | 0                 | 0                 | 0                 | 40       | 0      | 0           | 0          |
| D. Schabacker   | 22            | 2             | 5             | 0             | 2                 | 0                 | 0                 | 0                 | 24       | 2      | 5           | 0          |
| K. Seyffer      | 1             | 0             | 0             | 0             | 0                 | 0                 | 0                 | 0                 | 1        | 0      | 0           | 0          |
| S. Sprey        | 4             | 0             | 0             | 0             | 0                 | 0                 | 0                 | 0                 | 4        | 0      | 0           | 0          |
| W. Wagner       | 33            | 1             | 8             | 0             | 2                 | 0                 | 0                 | 0                 | 35       | 1      | 8           | 0          |
| J. Weber        | 38            | 6             | 2             | 0             | 1                 | 0                 | 0                 | 0                 | 39       | 6      | 2           | 0          |
| W. Weiss        | 30            | 3             | 1             | 0             | 1                 | 0                 | 0                 | 0                 | 31       | 3      | 1           | 0          |
| E. Westenberger | 38            | 1             | 5             | 0             | 2                 | 0                 | 0                 | 0                 | 40       | 1      | 5           | 0          |